# Heber Doust Curtis
Heber Doust Curtis (Muskegon, Míchigan, EE. UU., 27 de junio de 1872-Ann Arbor, Míchigan, EE. UU.,  9 de enero en 1942) fue un astrónomo estadounidense, famoso por defender en el conocido como "Gran Debate", la hipótesis de que las denominadas nebulosas espirales eran galaxias fuera de la Vía Láctea, frente a la idea contraria defendida por Harlow Shapley.

## Biografía
Curtis nació el 27 de junio de 1872 en Muskegon (Virginia, EE. UU.) del matrimonio formado por Orson Blair Curtis y Sarah Eliza Doust. Acudió al instituto de Detroit (inglés, Detroit High School). Estudió en la Universidad de Míchigan donde obtuvo su licenciatura (inglés, Bachelor of Arts) tres años después y el Máster (inglés, Master of Arts) un año después, ambos en lenguas clásicas.
Tras graduarse retornó al instituto de Detroit como profesor de latín. Seis meses después se trasladó a trabajar al Napa College, una pequeña institución metodista cerca de San Francisco donde enseñó latín y griego. Sería con un pequeño telescopio refractor del College que descubría la astronomía como hobby. 
En 1895 se casa con Mary D.Raper con quien tendría 4 hijos. En 1896 el Napa College se fusiona con el College del Pacífico en San José (California) y al año siguiente pasaría a convertirse en profesor de matemáticas y astronomía. Curtis pasó los veranos de 1897 y 1898 en el Observatorio Lick para seguir estudiando astronomía y regresó a la Universidad de Míchigan en el verano de 1899 para estudiar mecánica celeste.
Animado por astrónomos de diversas instituciones, en 1900 Curtis con su familia se traslada a Charlottesville (Virginia) para estudiar astronomía en la Universidad de Virginia gracias a una beca Vanderbilt.
Recibió su título de doctor por la Universidad de Virginia en[1902 y enseguida fue contratado por el Observatorio Lick, donde pasaría los siguientes 18 años. Curtis trabajó en diversos campos como el estudio de cometas y estrellas binarias. Sin embargo, se haría famoso por sus estudios sobre nebulosas espirales y por defender la idea de los "universos isla". Hasta entonces se pensaba que el universo lo constituía una única galaxia, es decir, la Vía Láctea. Uno de los defensores de dicha idea fue Harlow Shapley junto con el que protagonizaría el conocido Gran Debate en la Academia Nacional de Ciencias de Estados Unidos en 1920, en el que ambos defendieron sus puntos de vista sobre la estructura del universo (aunque en realidad no existiría un debate como tal, sino una simple exposición de sus trabajos). Las observaciones de Edwin Hubble de estrellas cefeidas en algunas de las nebulosas espirales demostrarían que Curtis tenía razón.
En 1920 abandona el Observatorio Lick por la Universidad de Pittsburgh para ocupar el puesto de director del Observatorio Allegheny. En 1930 Curtis regresa  a la Universidad de Míchigan, esta vez para convertirse en director de su observatorio.
Durante los últimos años de su vida, Curtis sufrió una grave enfermedad de tiroides falleciendo en Ann Arbor (Míchigan) en junio de 1942.
El 11 de febrero de 1913 descubrió un asteroide, el (23400) A913 CF, que aun permanece sin nombre asignado. El Centro de Planetas Menores acredita su descubrimiento como H. D. Curtis.

## Reconocimientos
- El cráter lunar Curtis lleva este nombre en su honor.